# Планински мрмољак
Планински мрмољак (лат. Ichthyosaura alpestris, раније Triturus alpestris) је водоземац из реда репатих водоземаца (Caudata).

## Морфологија
Женке мрмољака достижу величину до 12 цм, а мужјаци до 9 цм. Почетком године, током сезоне парења, мужјаци се препознају по израженој леђној крести и упадљивој обојености. Леђа попримају тамноплаву боју, а на трбуху су видљиве светлоплаве и наранџасте пруге. По завршетку сезоне парења и мушке и женске јединке су мрке боје. 

## Распрострањеност
Мрмољци живе у већем делу централне Европе, у планинским деловима јужне Европе, као и у неким регионима на северу Пиринејског полуострва. Током 1930-их година интродуковани су на југу Енглеске.
Могу се наћи на западу, југозападу, југу, југоистоку и истоку Србије, претежно на већим надморским висинама.